# Ancistrus cryptophthalmus
Az Ancistrus cryptophthalmus a sugarasúszójú halak (Actinopterygii) osztályának harcsaalakúak (Siluriformes) rendjébe, ezen belül a tepsifejűharcsa-félék (Loricariidae) családjába tartozó faj.

## Előfordulása
Az Ancistrus cryptophthalmus Dél-Amerikában őshonos. A brazíliai Paraná folyó felső szakaszánál és a Tocantins folyó torkolatvidékénél található São Vicente, illetve az Angélica-Bezerra barlangrendszerek lakója.

## Megjelenése
Ez a tepsifejűharcsafaj legfeljebb 6 centiméter hosszú.

## Életmódja
A trópusi édesvizeket kedveli, ahol a fenéken él és keresi meg a táplálékát. Kizárólag, csak barlangokban él.

## Felhasználása
Az Ancistrus cryptophthalmusnak nincsen halászati értéke.